# Unione Sportiva Pontedera 1937-1938
Questa voce raccoglie le informazioni riguardanti l'Unione Sportiva Pontedera nelle competizioni ufficiali della stagione 1937-1938.

## Rosa
| N. |                   | Ruolo | Calciatore       |
| -- | ----------------- | ----- | ---------------- |
|    | Italia (bandiera) | P     | Natale Antognoli |
|    | Italia (bandiera) |       | Amalio Balzarini |
|    | Italia (bandiera) | C     | Nello Bechelli   |
|    | Italia (bandiera) |       | Bruno Belli      |
|    | Italia (bandiera) | C     | Enrico Bertini   |
|    | Italia (bandiera) | D     | Giuseppe Biondi  |
|    | Italia (bandiera) |       | Niccolò Caponi   |
|    | Italia (bandiera) | C     | Indro Cenci      |
|    | Italia (bandiera) |       | Aurelio Ciabatti |

| N. |                   | Ruolo | Calciatore         |
| -- | ----------------- | ----- | ------------------ |
|    | Italia (bandiera) | C     | Giuliano Gobetto   |
|    | Italia (bandiera) |       | Luciano Lentini    |
|    | Italia (bandiera) | A     | Silvio Nassi       |
|    | Italia (bandiera) |       | Estevan Nesti      |
|    | Italia (bandiera) |       | Giorgio Palloni    |
|    | Italia (bandiera) | C     | Piero Pampaloni    |
|    | Italia (bandiera) | D     | Renato Pasquinucci |
|    | Italia (bandiera) | C     | Ugo Terzani        |